# Lista monumentelor istorice din județul Argeș - I

Simbol pentru monumentele istorice

Lista monumentelor istorice din județul Argeș - I cuprinde monumentele istorice înscrise în Patrimoniul cultural național al României și aflate în localități ce încep cu litera I din județul Argeș.
Lista completă este menținută și actualizată periodic de către Ministerul Culturii, Cultelor și Patrimoniului Național din România, prin intermediul Institutului Național al Patrimoniului, ultima versiune datând din 2015. Această listă cuprinde și actualizările ulterioare, realizate prin ordin al ministrului culturii.
| Cod LMI                         | Denumire                                     | Localitate                                | Localizare                                                                     | Datare, Creatori          | Imagine               | Erori             |
| ------------------------------- | -------------------------------------------- | ----------------------------------------- | ------------------------------------------------------------------------------ | ------------------------- | --------------------- | ----------------- |
| AG-I-s-B-13365 (RAN: 15000.01)  | Ruinele bisericii din Ionești                | sat Ionești; comuna Buzoești              | „Dealul Ioneștilor”, lângă șoseaua Pitești-Alexandria, în curtea bisericii noi | sec. XVIII                | Încarcă foto \| video | Raportează eroare |
| AG-II-m-B-13707                 | Crama Golescu                                | sat aparținător Izvorani; oraș Ștefănești | Str. Goleasca                                                                  | 1850                      | Încarcă foto \| video | Raportează eroare |
| AG-II-m-B-13704                 | Biserica „Sf. Nicolae”, „Înălțarea Domnului” | sat Ioanicești; comuna Poienarii de Argeș | 66                                                                             | 1874                      | Încarcă foto \| video | Raportează eroare |
| AG-II-m-A-13705                 | Biserica de lemn „Sf. Voievozi” - Gabrieni   | sat Ioanicești; comuna Poienarii de Argeș | 71                                                                             | 1849                      | Alte imagini          | Raportează eroare |
| AG-II-m-B-13706 (RAN: 18983.02) | Biserica „Sf. Voievozi”                      | sat Izbășești; comuna Stolnici            | Str. Bisericii 51                                                              | 1780                      | Încarcă foto \| video | Raportează eroare |
| AG-II-a-B-13709                 | Ansamblul conacului Perticari - Davila       | sat Izvoru; comuna Izvoru                 | 156, în fostul sat Izvoru de Sus 44.49244°N 25.06282°E                         | sec. XVII - XX            | Încarcă foto \| video | Raportează eroare |
| AG-II-m-B-13709.01              | Conacul mare                                 | sat Izvoru; comuna Izvoru                 | 156, în fostul sat Izvoru de Sus                                               | ante 1919                 | Încarcă foto \| video | Raportează eroare |
| AG-II-m-B-13709.02              | Conacul mic                                  | sat Izvoru; comuna Izvoru                 | 156, în fostul sat Izvoru de Sus                                               | sec. XVII, ref. ante 1919 | Încarcă foto \| video | Raportează eroare |
| AG-II-m-B-13709.03              | Parc                                         | sat Izvoru; comuna Izvoru                 | 156, în fostul sat Izvoru de Sus                                               | sec. XIX                  | Încarcă foto \| video | Raportează eroare |
| AG-II-m-A-13708 (RAN: 16748.02) | Biserica „Sf. Nicolae”                       | sat Izvoru; comuna Izvoru                 | 157, în fostul sat Izvoru de Sus                                               | 1701                      | Încarcă foto \| video | Raportează eroare |
| AG-IV-m-B-13963                 | Casa Ion Pillat                              | sat aparținător Izvorani; oraș Ștefănești | 26                                                                             | înc. sec. XX              |                       | Raportează eroare |